# Kunitomi

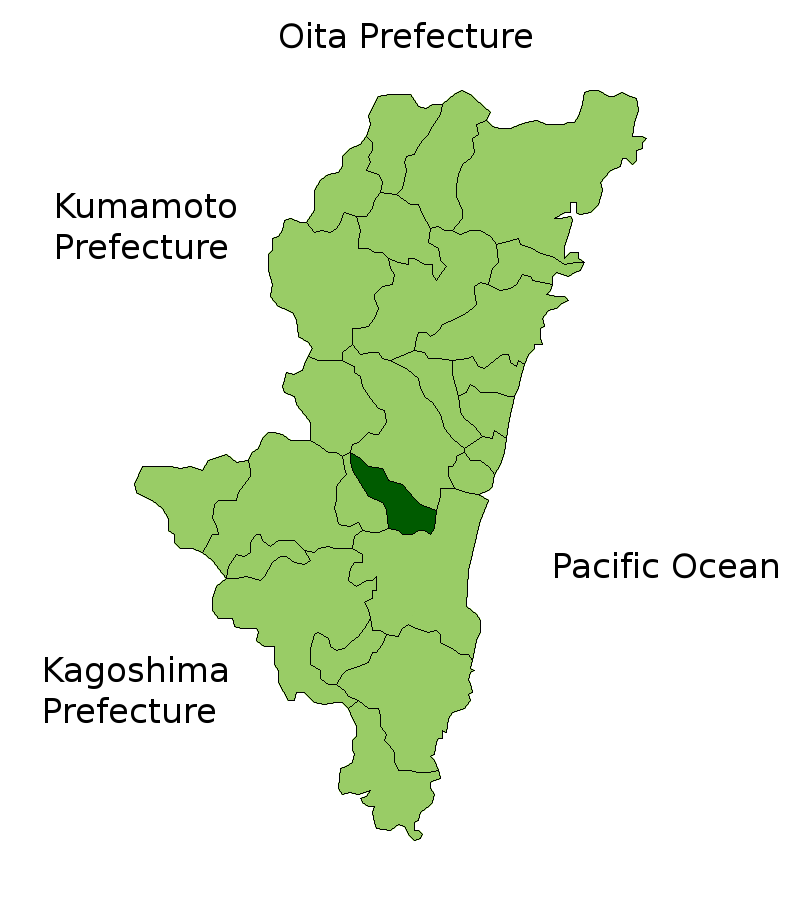
Kunitomi dans la préfecture de Miyazaki.

Kunitomi (国富町, Kunitomi-chō) est un bourg du district de Higashimorokata (préfecture de Miyazaki), au Japon.

## Géographie

### Démographie
Le 1er avril 2008, Kunitomi comptait 21 198 habitants répartis sur une superficie de 130,71 km2 (densité de population de 162 hab./km2).